# Dukuhmulyo
Dukuhmulyo is een bestuurslaag in het regentschap Pati van de provincie Midden-Java, Indonesië. Dukuhmulyo telt 2670 inwoners (volkstelling 2010).